# キネティック・タイポグラフィ
キネティック・タイポグラフィ（英：Kinetic typography）は、文字を動かしてアニメーションにすることを意味する専門用語である。文字を動かすことにより、特定のアイデアや感情を伝える、または呼び起こすことを目的として、使用される。コミュニケーションデザインやインタラクションデザインコースでよく勉強される。例えば、映画のタイトルやクレジットの表示など、他にもウェブページのアニメーションやその他のメディアでも使用されている。

## 歴史
フィルムによる動画の出現で、文字を動かすことが可能になった。1899年にジョルジュ・メリエスが制作した広告で、早くも文字を動かすことが確認できている。初期の映画ではタイポグラフィは使用されていたが、主に静的な文字を順番に表示させるものだった。オープニング・タイトルでキネティック・タイポグラフィ（動的なタイポグラフィ）が使用されるのは、1960年頃まではなかった。最初にキネティック・タイポグラフィが使用された作品は、1959年のアルフレッド・ヒッチコックの「北北西に進路を取れ」である。ソール・バスがデザインしたこの映画のタイトル表示は、文字が飛んで次第に消えていくアニメーションである。1960年の映画「サイコ」でもバスは同様の技術を使用している。
以降、キネティック・タイポグラフィは映画タイトルの表示やテレビ・コマーシャルで一般的に使われるようになった。

## 種類
キネティック・タイポグラフィは、テンポラル・タイポグラフィ（一定時間に表示されるタイポグラフィ）の一種である。
バーバラ・ブローニーのテンポラル・タイポグラフィ・モデルでは、キネティック・タイポグラフィを「モーション・タイポグラフィ」（さらに「スクローリング・タイポグラフィ」、「ダイナミック・レイアウト」に再分割されている）と「フルード・タイポグラフィ」に分割されている。ダイナミック・レイアウトは、文字要素がお互い連動して動く。フルード・タイポグラフィは、場所は動かず字形が変わるものである。

## 制作
キネティック・タイポグラフィは、Adobe FlashやAdobe After Effects、Motionなどのアニメーション・プログラムでよくつくられる。CMUデザイン学校の学生は、専用のキネティック・タイポグラフィ・エンジンを作成し、学生にキネティック・タイポグラフィ技法を教育するために使用されている。